# 트랜스아시아 항공
트랜스아시아 항공(영어: TransAsia Airways) 또는 푸싱 항공(중국어: 復興航空)은 과거 존재했던 대만의 항공사로 국내선을 비롯해 동아시아와 동남아시아 지역을 운항했다.

## 역사
1951년 5월 21일 설립된 뒤 타이베이 ~ 화롄 ~ 타이둥 ~ 가오슝 노선으로 시작된 이후 1958년 운항 사업을 중단했으나 30년이 지난 1988년에 국내선 운항을 재개하였다. 
그리고 3년 후인 1991년 ATR 72를 도입한 뒤 이듬해인 1992년 비정기 국제선 노선 운항을 시작했고 이후 2012년 미국 노선에 취항하기 위해 에어버스 A380 기종을 도입하는 방안이 검토되기도 했으며 같은 해 6월부터 일본 오키나와현 나하에 최초로 취항했다.
그 후 2014년 1월 자회사이자 대만의 저비용 항공사인 V 에어를 설립한다고 발표했으나 이듬해인 2015년 2월 4일 발생한 트랜스아시아 항공 235편 추락 사고로 43명이 사망했으며 그 이듬해인 2016년 10월 1일 V 에어가 폐업된 뒤 트랜스아시아와 통합되었다가 한달 뒤인 11월 22일 222편과 235편 추락 사고의 여파로 생긴 재정난을 견디지 못하고 모든 운항을 전면 중단하면서 역사 속으로 사라졌다.

## 운항 노선
- 2016년 11월 22일 도산 전까지 트랜스아시아 항공은 다음과 같은 노선을 취항하였다.

## 보유 기종
- 트랜스아시아 항공은 다음과 같이 보유하고 있었으며 평균 기령은 11.7년이었다.[3]

### 퇴역 기종
- 에어버스 A320
- 에어버스 A321
- 에어버스 A330
- ATR 42

## 같이 보기
- 대만의 기업 목록

## 사건 및 사고
- 트랜스아시아 항공 235편 추락 사고
- 트랜스아시아 항공 222편 추락 사고

## 사진

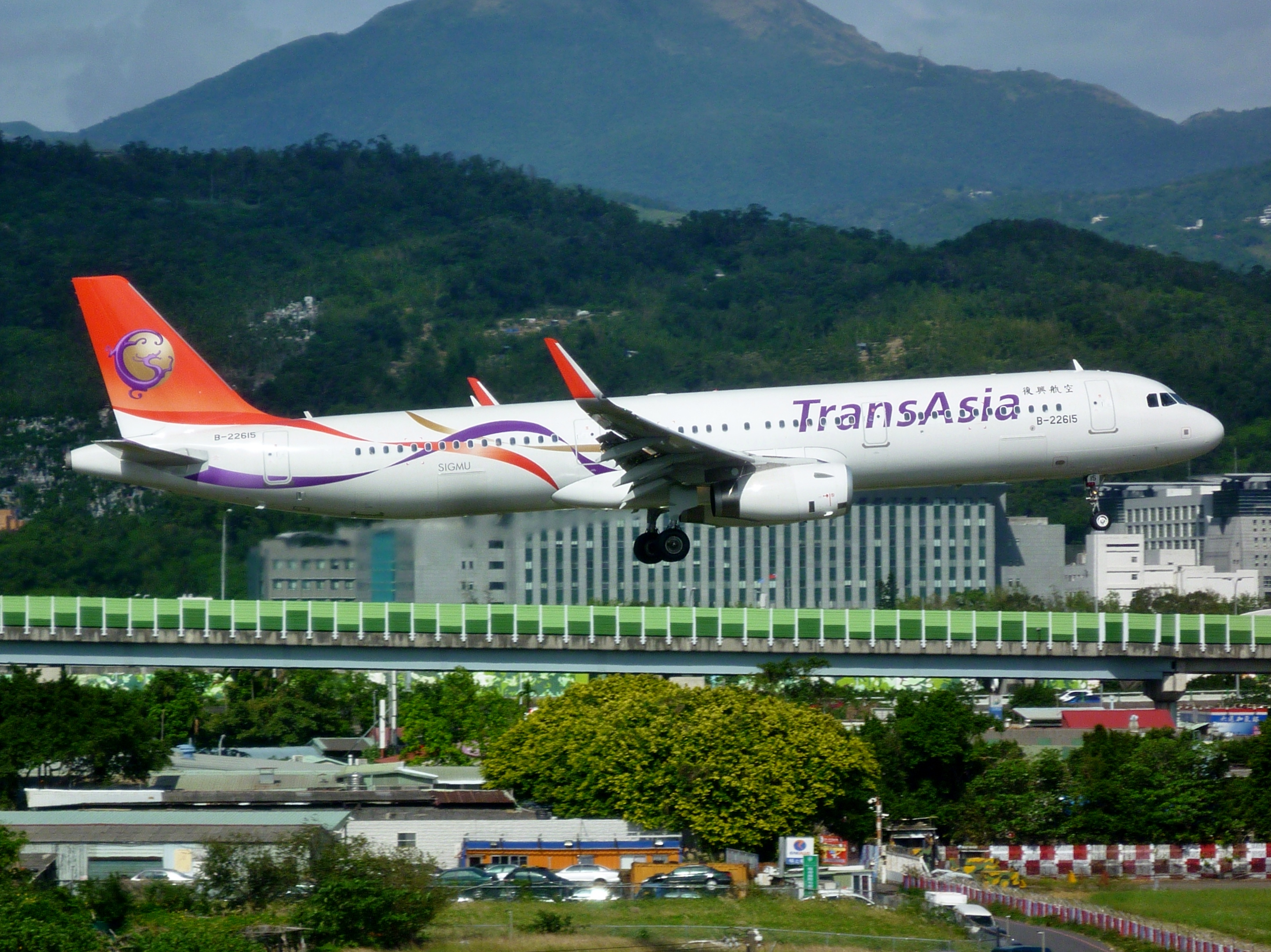
트랜스아시아 항공의 에어버스 A321-200
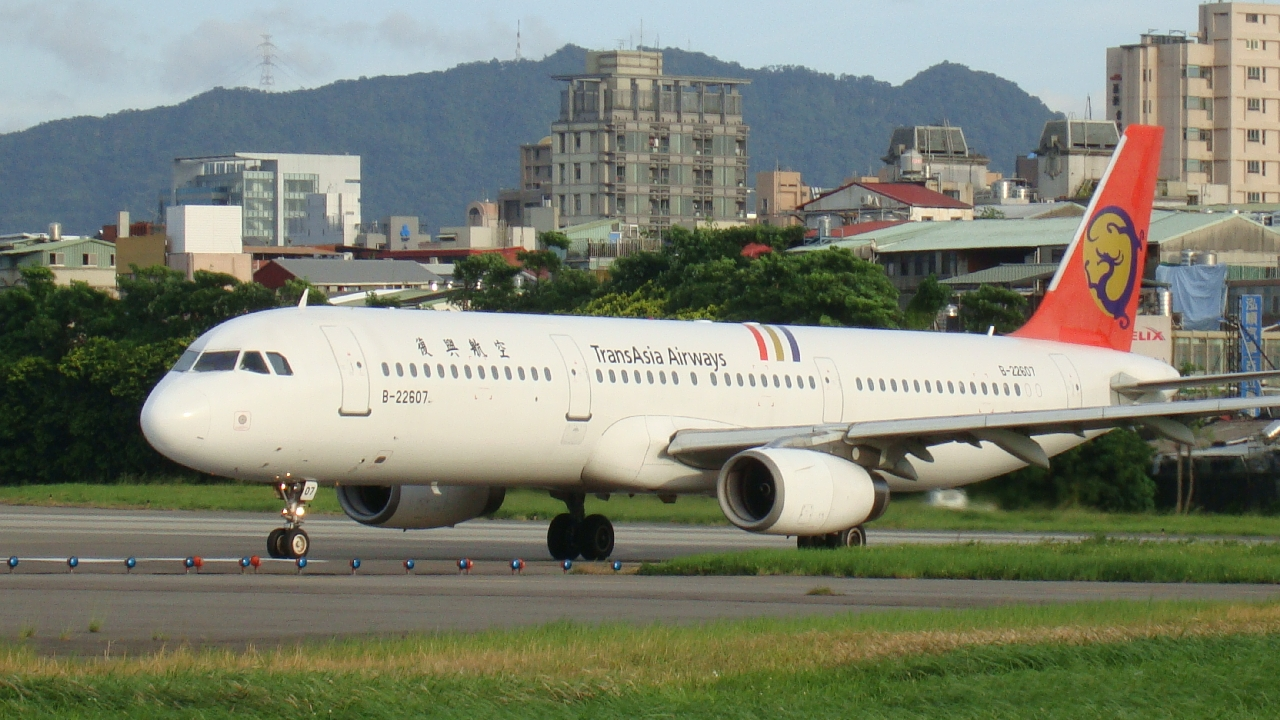
트랜스아시아 항공의 에어버스 A321-100
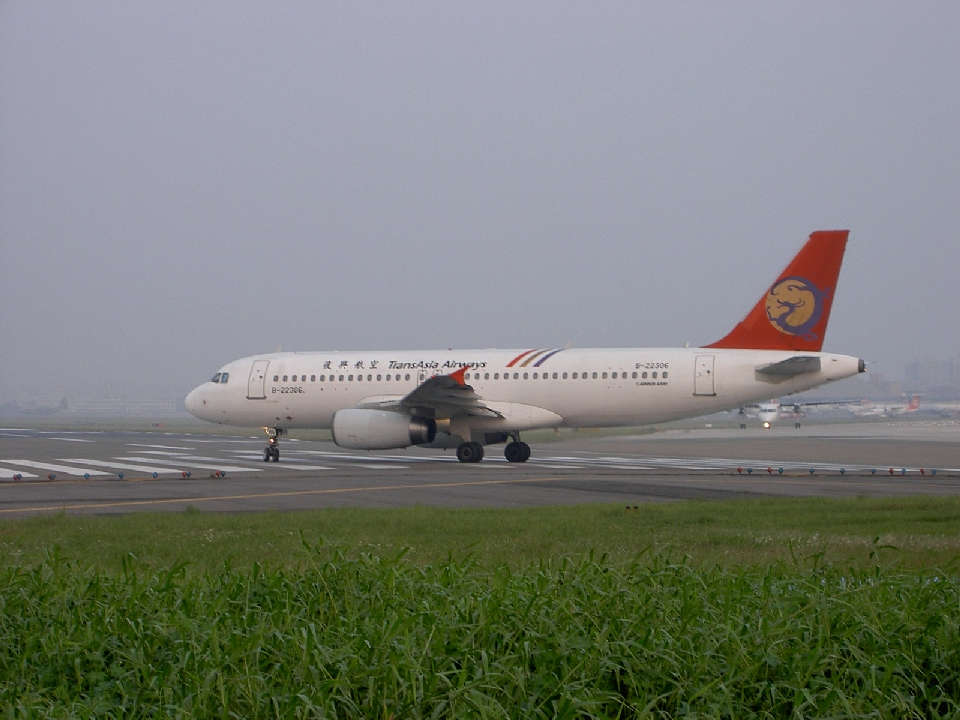
트랜스아시아 항공의 에어버스 A320-232
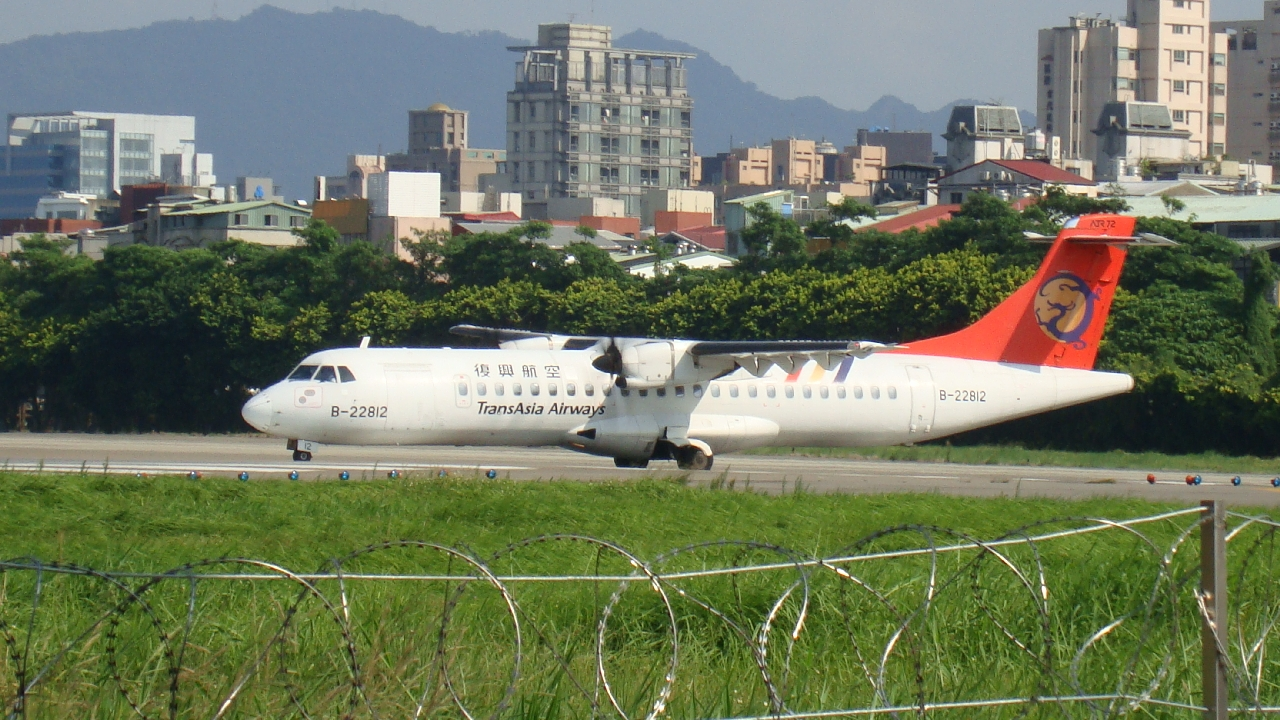
트랜스아시아 항공의 ATR 72-500

## 바로 가기
- 트랜스아시아 항공 공식 홈페이지 (한국어)
- 트랜스아시아 항공의 보유 기종 보관됨 2015-07-30 - 웨이백 머신